# Leimleder
Leimleder ist ein Abfallprodukt bei der Leder- und Pelzherstellung – also keine Form von Leder, wie das Wort implizieren mag.
Es entsteht beim Entfleischen der Tierhäute vor dem Gerben, wobei etwa 10–30 Gewichtsprozent der Rohware anfallen. Es enthält Fette und Eiweiße sowie (als Maschinenleimleder) Chemikalien aus dem Äscherungsprozess, bei dem die Haare von der Rohhaut entfernt und der Fettanteil reduziert wird.
Der Begriff „Leimleder“ stammt aus der früher üblichen Weiterverarbeitung zu tierischen Leimen, die zum Beispiel auch zum Anmischen eines Farbbreies („Farbleim“) für das Färben von Textilien verwendet wurden. Inzwischen wird es überwiegend zu Gelatine für die Lebensmittelindustrie oder Pharmazie verarbeitet oder für die Energiegewinnung über Biogas verwendet.